# IPod Shuffle
iPod Shuffle (stylizováno jako iPod shuffle) je člen rodiny přehrávačů iPod od firmy Apple. Je to nejmenší přehrávač z rodiny iPodů a jako první z nich použil flash paměť. První model byl uveden 11. ledna 2005 na Macworld Expu, model aktuální čtvrté generace byl uveden 1. září 2010.

## Rozdíly mezi verzemi

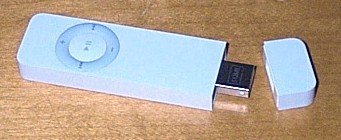
iPod shuffle 1G
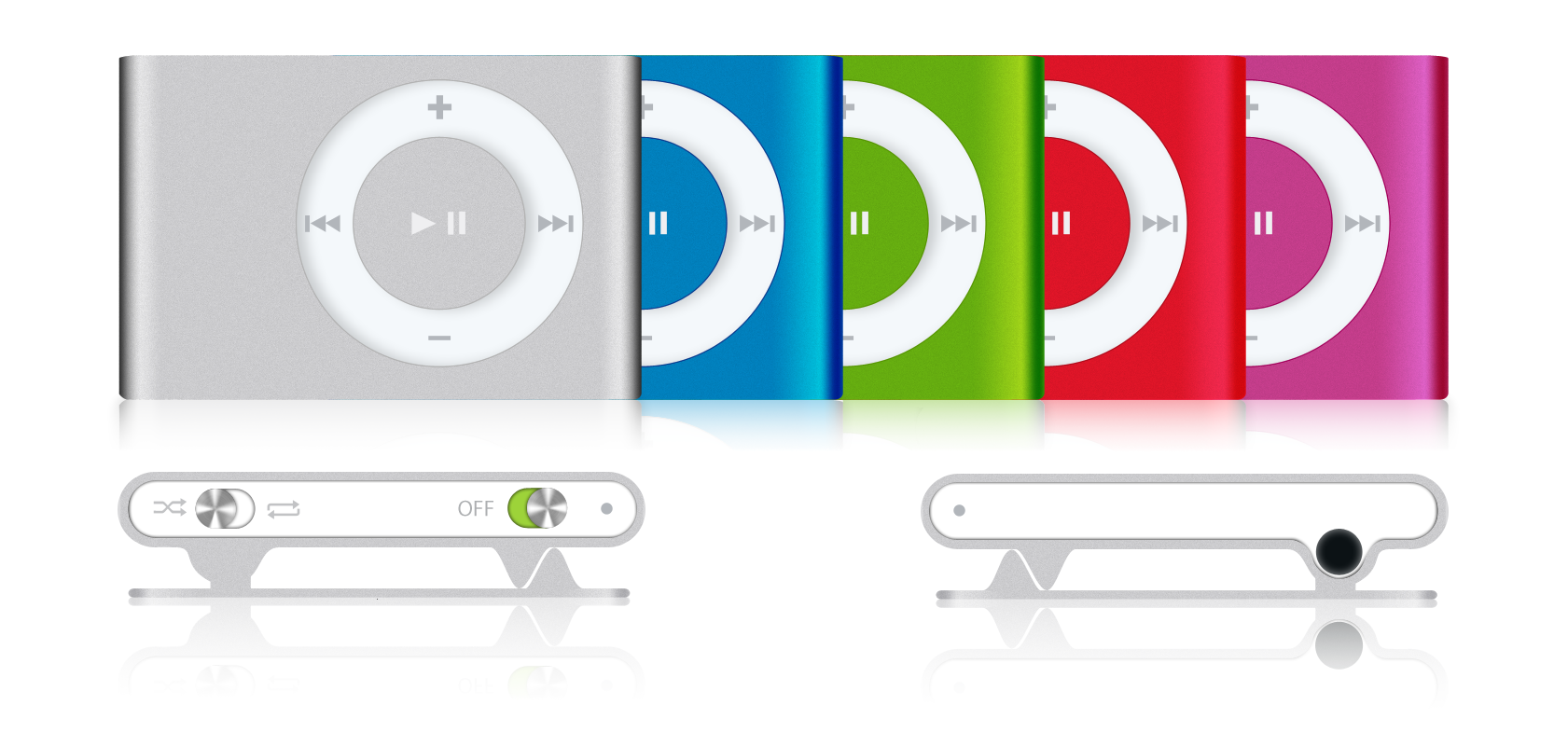
barvy druhé generace
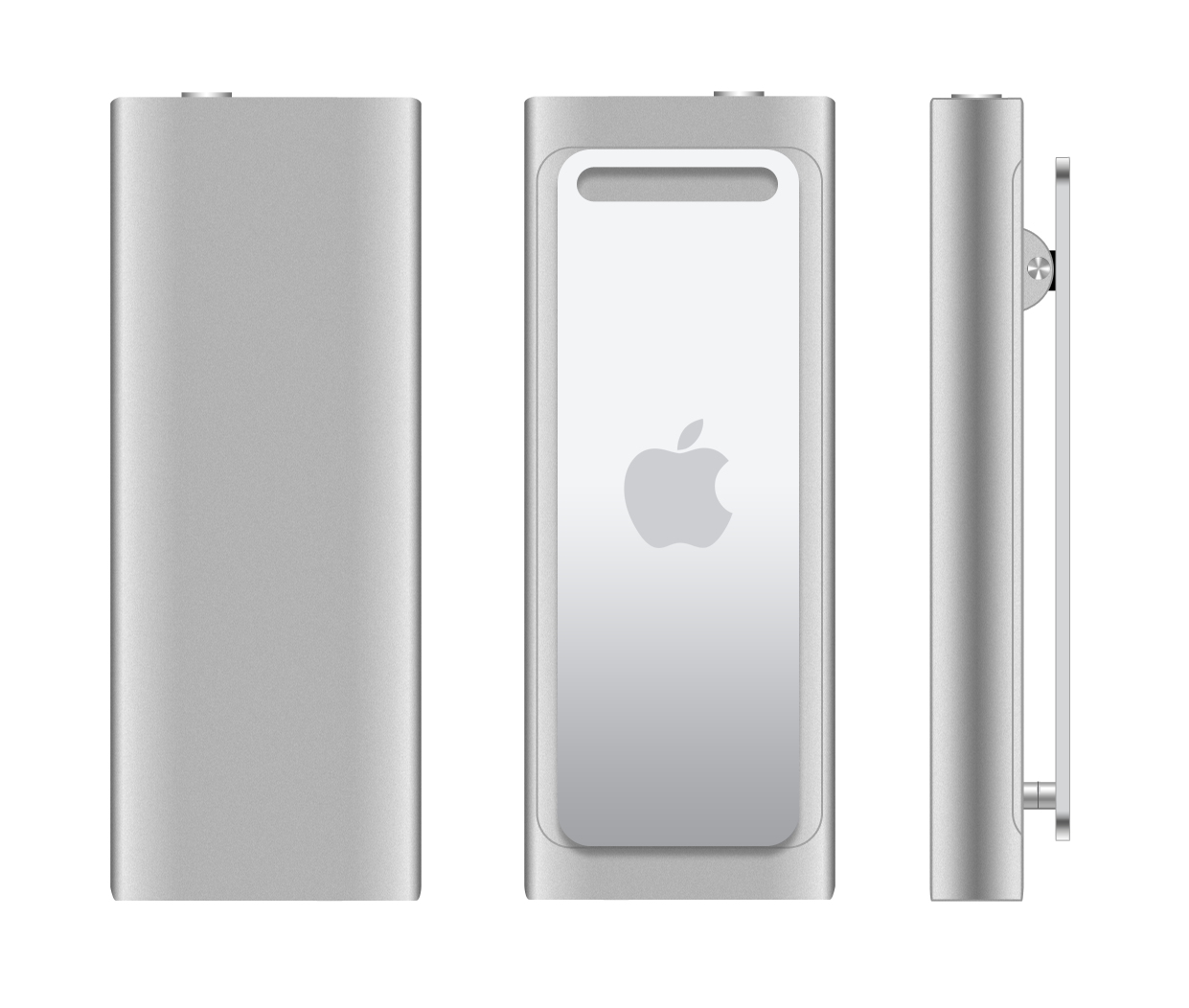
Třetí generace
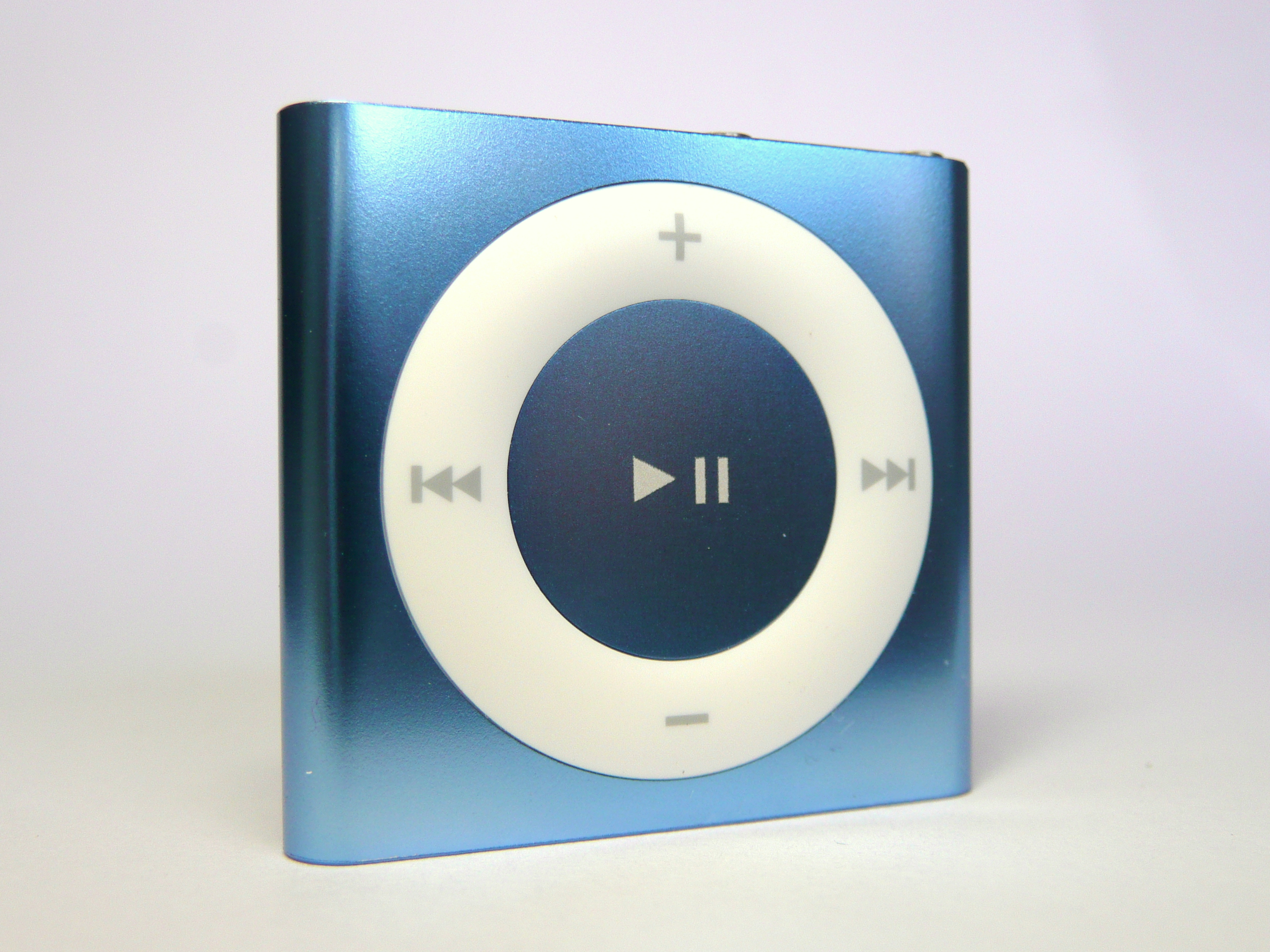
Čtvrtá generace

| Generace                |                                | Kapacita                             | Barvy                                                                     | Datum uvedení na trh     | Minimální verze OS         | Výdrž na baterii (hodin) |
| ----------------------- | ------------------------------ | ------------------------------------ | ------------------------------------------------------------------------- | ------------------------ | -------------------------- | ------------------------ |
| První                   | first generation iPod Shuffle  | 512 MB                               | Bíla                                                                      | J11. leden 2005          | Mac: 10.2.8 Windows: 2000  | audio: 12                |
| První                   | first generation iPod Shuffle  | 1 GB                                 | Bíla                                                                      | J11. leden 2005          | Mac: 10.2.8 Windows: 2000  | audio: 12                |
| Druhá                   | second generation iPod Shuffle | 1 GB                                 | Stříbrná                                                                  | 12. září 2006            | Mac: 10.3.9 Windows: 2000  | audio: 12                |
| Druhá revize Early 2007 | second generation iPod Shuffle | 1 GB                                 | Stříbrná Oranžová Zelená Modrá Růžová                                     | 30. leden 2007           | Mac: 10.3.9 Windows: 2000  | audio: 12                |
| Druhá revize Late 2007  | second generation iPod Shuffle | 1 GB                                 | Stříbrná Světle modrá Světle zelená Fialová PRODUCT (RED) Speciální edice | September 5, 2007        | Mac: 10.4.8 Windows: 2000  | audio: 12                |
| Druhá revize Late 2007  | second generation iPod Shuffle | 2 GB                                 | Stříbrná Světle modrá Světle zelená Fialová PRODUCT (RED) Speciální edice | 19. únor 2008            | Mac: 10.4.8 Windows: 2000  | audio: 12                |
| Druhá revize Late 2008  | second generation iPod Shuffle | 1 GB                                 | Stříbrná Modrá Zelená Růžová PRODUCT (RED) Speciální edice                | 9. září 2008             | Mac: 10.4.10 Windows: 2000 | audio: 12                |
| Druhá revize Late 2008  | second generation iPod Shuffle | 2 GB                                 | Stříbrná Modrá Zelená Růžová PRODUCT (RED) Speciální edice                | 9. září 2008             | Mac: 10.4.10 Windows: 2000 | audio: 12                |
| Třetí                   |                                | 4 GB                                 | Stříbrná Černá                                                            | 11. březen 2009          | Mac: 10.4.11 Windows: XP   | audio: 10                |
| Třetí revize Late 2009  | 2 GB                           | Stříbrná Černá Modrá Zelená Stříbrná | 9. září 2009                                                              | Mac: 10.4.11 Windows: XP | audio: 10                  |                          |
| Třetí revize Late 2009  | 4 GB                           | Stříbrná Černá Modrá Zelená Růžová   | 9. září 2009                                                              | Mac: 10.4.11 Windows: XP | audio: 10                  |                          |
| Čtvrtá                  |                                | 2 GB                                 | Stříbrná Modrá Zelená Oranžová Růžová                                     | September 1, 2010        | Mac: 10.5.8 Windows: XP    | audio: 15                |